# Elefánt-sziget

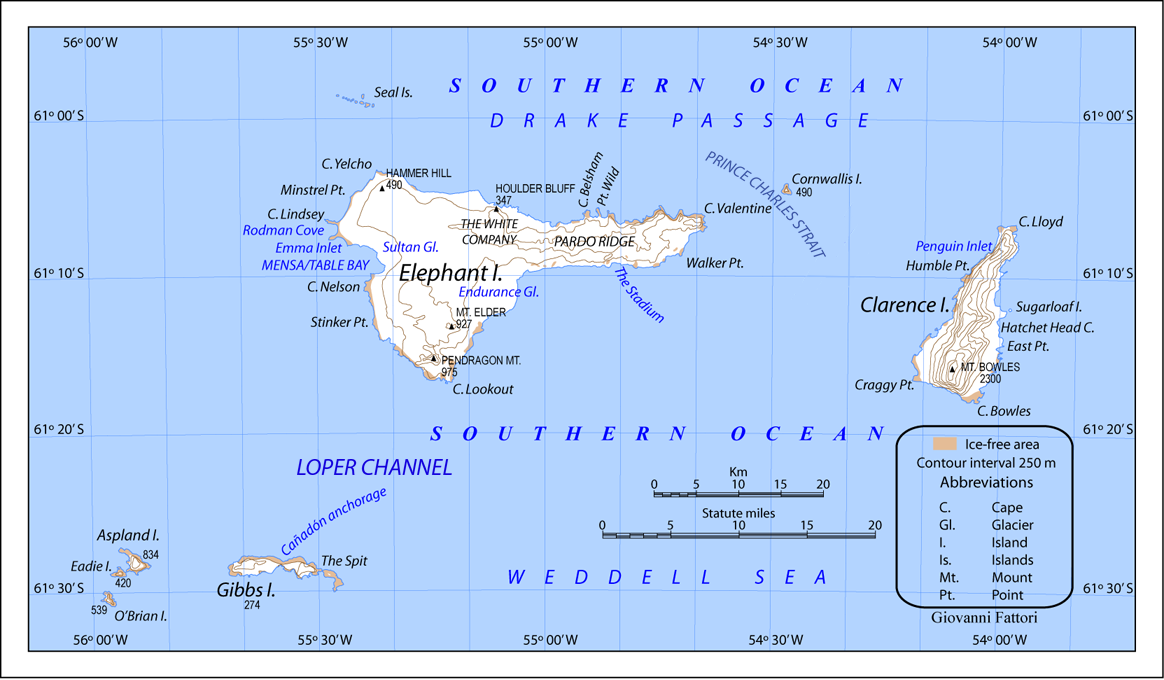
Az Elefánt-sziget és a környező szigetek

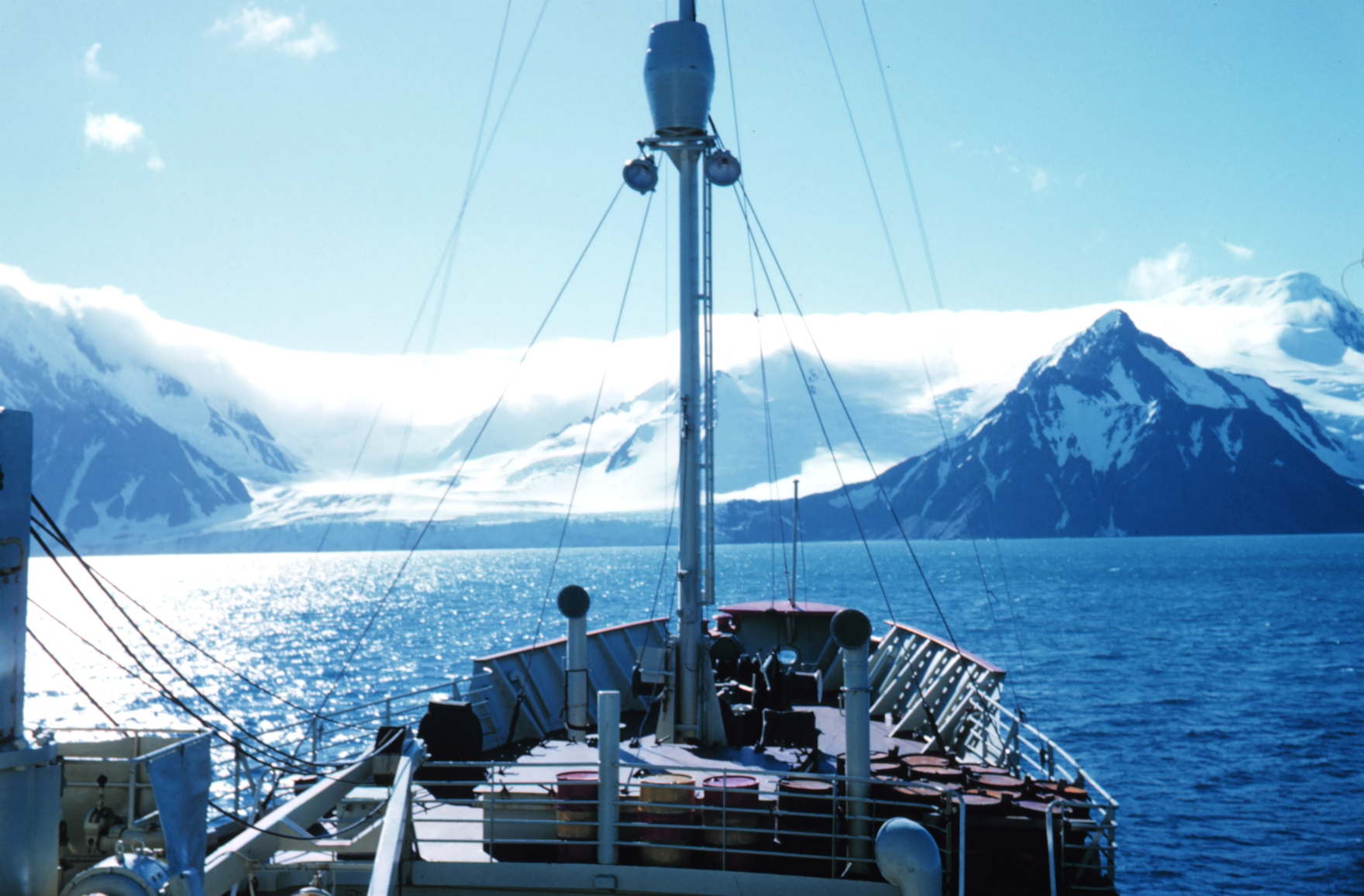
Az Elefánt-sziget megközelítése 1962-ben

Az Elefánt-sziget egyike a Déli-Shetland-szigeteknek, melyek az Antarktiszi-félsziget közelében helyezkednek el. A sziget nevezetessége abból ered, hogy 1916-ban Ernest Shackleton birodalmi transzantarktiszi expedíciójának tagjai hajójuk, az Endurance pusztulása, majd hónapokon át történő jégtáblán sodródás után itt kötöttek ki, és csónakjaikból épített kunyhóban vészelték át azt a négy hónapot, míg mentőhajó érkezett értük.

## Földrajz
Nevét George Powell fókavadász adta 1821-ben, aki számos elefántfókát látott a partjai mentén, de a névválasztásban az is közrejátszhatott, hogy a sziget alakja felszínesen hasonlít egy elefánt fejére és törzsére.
A sziget 1253 kilométerre helyezkedik el a Déli-Georgia szigettől, 935 kilométerre a Falkland-szigetektől és 885 kilométerre a Horn-foktól. Az antarktiszi területi követelések között a sziget területére egyaránt igényt tart az Egyesült Királyság, Argentína, Brazília és Chile.
Az Elefánt-sziget körülbelül kelet-nyugati irányban terül el, maximális magassága 853 méter a Pardo Ridge-nél. Névvel jelzett helyei a Yelcho-fok, a Valentine-fok, a Lookout-fok, Point Wild és az Endurance-gleccser.
A sziget nagy része jéggel borított hegyekből és azokból alázúduló gleccserekből áll. Nehéz partra szállni a heves hullámzás miatt. Amikor a tenger sima, akkor pedig a parton nagy számban heverő medvefókák és állszíjas pingvinek akadályozzák meg. Mivel nincs biztonságos horgonyzóhely, ezért emberi település nincs a szigeten annak ellenére, hogy földrajzi helyzete ezt lehetővé tenné. A sziget időjárása nagyrészt ködös, sok hóval és a szél akár 160 km/óra sebességgel is fújhat.

## Élővilág
Nincs rajta jelentős növényzet vagy helyi állatvilág, habár vándorlásban lévő szamárpingvinek és fókák találhatóak itt és az állszíjas pingvin itt fészkel.

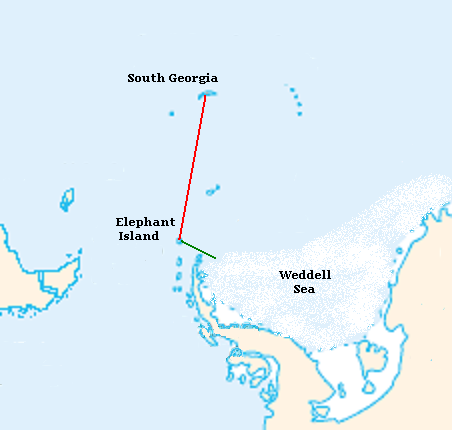
A James Caird útja Elefánt-szigettől a Déli-Georgiáig
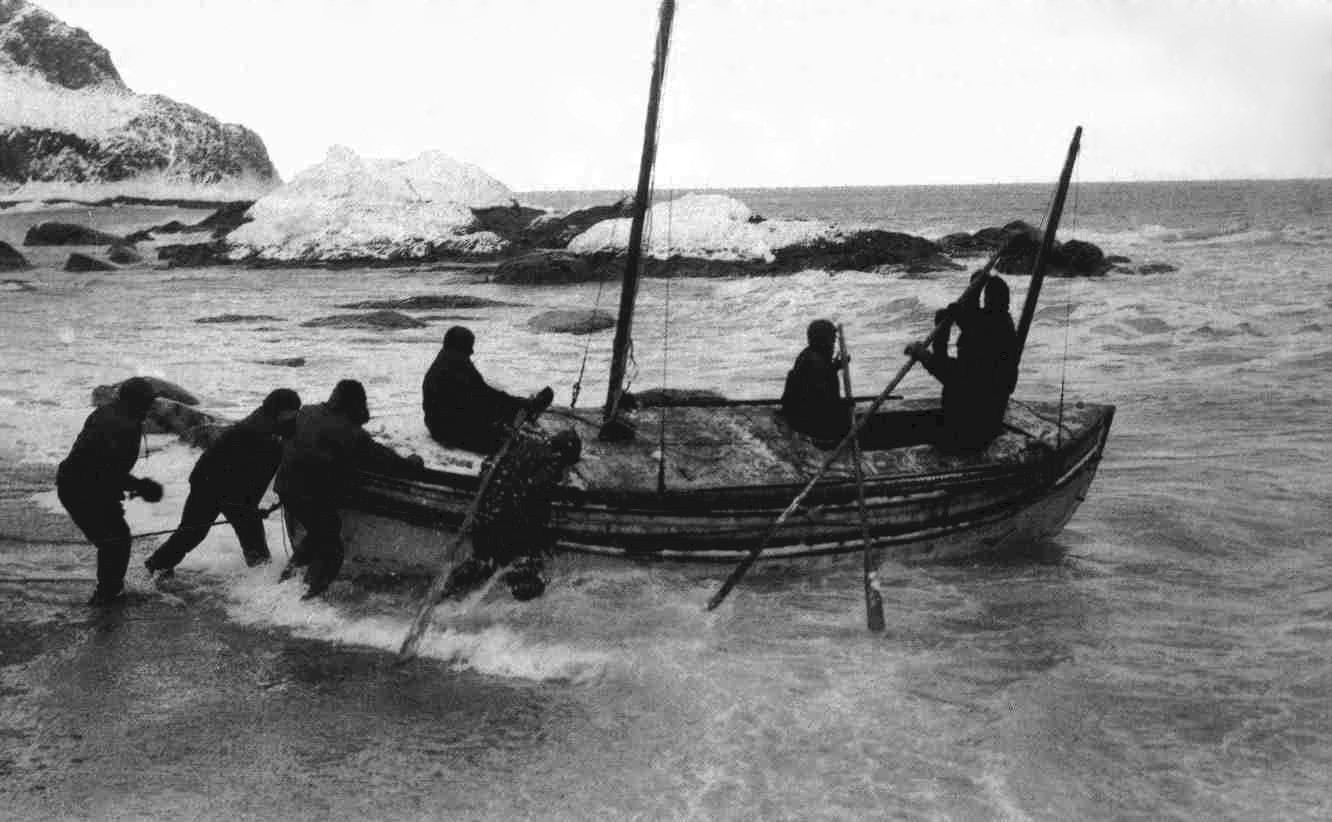
A James Caird vízrebocsátása

## Az Endurance legénysége
1916-ban Ernest Shackleton birodalmi transzantarktiszi expedíciójának tagjai töltöttek a szigeten több hónapot, miután hajójuk weddell-tengeri pusztulása és több hónapos jégtáblán sodródás után sikerült kikötniük. A helyet, ahol tábort vertek Point Wild-nak nevezték el.
Miután rájöttek, hogy nincs rá mód, hogy kis csónakjaikon mindannyian elhagyják a szigetet, a legjobb és legnagyobb csónakot, a James Cairdet készítették fel az útra, melynek célja az volt, hogy a legénység ott maradt tagjai számára segítséget hozzon a Déli-Georgia-szigetekről. Az expedíció 28 tagjából hatan indultak útnak 1916 áprilisában, és ugyanazon év augusztusának legvégén tértek vissza a Yelcho nevű mentőhajóval az ott maradt 22 emberért.
A szigeten maradt embereknek sok feladatuk volt, a megmaradt két kisebb csónakból kunyhót építettek, ami megvédte őket az időjárás viszontagságaitól, valamint vadászatokat rendeztek a szigeten található fókákra és pingvinekre. A munka mellett az időt szórakozással is megpróbálták kitölteni, egy ilyen alkalommal született meg az expedíció fizikusa, Reginald James tollából a vers, ami a szigeten maradók vezetőjéül kinevezett Frank Wildról szólt:
My name is Frankie Wild-o.
Me hut's on Elephant Isle.
The wall's without a single brick
And the roof's without a tile.
Nevertheless I must confess,
By many and many a mile,
It's the most palatial dwelling place
You'll find on Elephant Isle.
Magyar fordításban:
Wild Franci a nevem, kéjlakom Elefánt szigetén áll.
Falamban egy tégla sincs, tetőmön cserepet keresni kár.
De valld csak be bátran, hogy sok-sok haragos mérföldön át
Nem lelsz sehol az elefánt-szigetinél úribb palotát.
Az erőfeszítések ellenére az emberek egy része megbetegedett, Perce Blackborrow lábujjait egy korábbi fagyás miatt amputálni kellett. Négy és fél hónap után érkezett meg a Yelcho nevű chilei hajó, ami kimentette a legénységet.

## Shackleton nyomában
2013. január 24-én Tim Jarvis vezetésével egy 12 tagú csapat indult útnak a szigetről Déli-Georgia irányába azzal a céllal, hogy megismételjék a Shackleton-expedíció csónakútját. Az úthoz megépítették a 100 évvel azelőtt használt csónak pontos mását, és csak olyan felszerelést használtak, amik akkoriban rendelkezésre álltak.